# Вірменський провулок (Київ)
Вірме́нський прову́лок — провулок у Дарницькому районі міста Києва, місцевість Червоний Хутір. Пролягає від Харківського шосе до Ялинкової вулиці.
Прилучаються вулиці Ташкентська і Борова. Між Харківським шосе і вулицею Ташкентською наявний розрив у проляганні провулку.

## Історія
Провулок виник у 1950-ті роки під назвою 241-а Нова́ ву́лиця. Сучасна назва — з 1953 року.